# Ньюарк (Нью-Йорк)
Нью́арк (англ. Newark) — город в штате Нью-Йорк, США. Был основан в 1819 году, городом стал в 1853 году (в его состав вошли поселения Miller’s Basin и Lockville). В 2020 году в Ньюарке жили 9017 человек.

## В культуре
В 1824 году была издана история Ньюарка, приписываемая «Дидриху Никербокеру-младшему» (в подражание «Истории Нью-Йорка» Вашингтона Ирвинга, которую якобы написал Дидрих Никербокер-старший).